# Ludwig von Canal
Hieronymus Ludwig von Canal, geboren Girolamo Luigi Malabaila di Castellinaldo (* 10. November 1704 in Turin; † 18. Juli 1773 in Wien) war ein sardinischer Diplomat.

## Leben
Marchese Ludwig von Canal entstammte einem italienischen Adelsgeschlecht, das 1640 den Reichsadel und 1672 den Reichsritterstand erhielt. Er wurde als einziger Sohn des Grafen Giacomo Ignazio und dessen Frau Anna Lovisa geb. Gräfin von Morra geboren. Für den sardinischen König Karl Emanuel III. stand er 40 Jahre im diplomatischen Dienst, erst von 1733 bis 1736 als Gesandter in Den Haag, dann von 1737 bis 1740 als Gesandter, und von 1752 bis 1763 als königlich-sardinischer bevollmächtigter Minister am kaiserlichen Hof in Wien. Am 5. Mai 1769 wurde er in Wien in den böhmischen Grafenstand erhoben.
Canal war verheiratet mit Maria Anna, geb. Gräfin von Pálffy (1716–1773), Tochter von János VII Antal Pálffy (1796–1717). Sein Sohn war der böhmische Philanthrop Emmanuel von Canal (1745–1826).